# 亚糠基丙二腈
亚糠基丙二腈，别名(2-呋喃亚甲基)丙二腈，是一种有机化合物，化学式为C8H4N2O。它可由糠醛和丙二腈加热反应，或于水中反应制得。它在甲醇中可以被汉奇酯还原为糠基丙二腈。